# الفستد
الفستد (به آلمانی: Alfstedt) یک شهر در آلمان است که در نیدرزاکسن واقع شده‌است.

## خصوصیات
الفستد ۱۶٫۲۲ کیلومترمربع مساحت دارد ۴ متر بالاتر از سطح دریا واقع شده‌است.